# Gloom (EP)
Gloom é o terceiro EP da banda de Death Metal Job for a Cowboy. Tornou-se disponível digitalmente e fisicamente por encomenda postal somente em 07 de junho de 2011.   O EP foi limitado a apenas 2500 cópias físicas, e quando perguntado por que isso era, vocalista Jonny Davy disse: "Eu sinto que nós somos o tipo de banda, onde muitas pessoas simplesmente baixar ilegalmente nossos registros em primeiro lugar."
Devido a saída do ex-guitarrista Bobby Thompson e do baixista Brent Rigg, Nick Schendzielos (de Carnage Cephalic) foi trazido para gravar baixo e Tony Sannicandro foi contratado como guitarrista, substituindo todos gravações anteriores de Thompson sobre o EP.

## Faixas
Todas as faixas escritas e compostas por Job for a Cowboy. 
| N.º            | Título                        | Duração |  |
| 1.             | "Misery Reformatory"          | 3:54    |  |
| 2.             | "Plastic Idols"               | 4:44    |  |
| 3.             | "Execution Parade"            | 3:04    |  |
| 4.             | "Signature of Starving Power" | 3:45    |  |
| Duração total: | Duração total:                | 15:27   |  |

## Créditos
| Nome                | Instrumento                      |
| ------------------- | -------------------------------- |
| "Jon Rice"          | bateria                          |
| "Jonny Davy"        | Vocal                            |
| "Al Glassman"       | Guitarra Solo                    |
| "Tony Sannicandro"  | Guitarra Rítmica, Vocal de Apoio |
| "Nick Schendzielos" | Baixo                            |

## Produção
| Nome            | Função                        |
| --------------- | ----------------------------- |
| "Jason Suecof"  | Produção, Engenharia, Mixagem |
| "Alan Douches"  | Masterização                  |
| "Brent E.White" | Arte                          |